# Argyreia
Genre
Argyreia est un genre de plantes de la famille des Convolvulaceae.

## Synonymes
Selon World Checklist of Selected Plant Families (WCSP) (6 mars 2019), Argyreia Lour., Fl. Cochinch.: 134 (1790) a pour synonymes hétérotypiques :
- Lettsomia Roxb., Fl. Ind. 2: 75 (1824).
- Moorcroftia Choisy, Mém. Soc. Phys. Genève 6: 431 (1833 publ. 1834)[Conv. Or.: 49]
- Samudra Raf., Fl. Tellur. 4: 72 (1838).
- Argyreon St.-Lag., Ann. Soc. Bot. Lyon 7: 120 (1880), orth. var.
- Cryptanthela Gagnep., Notul. Syst. (Paris) 14: 24 (1950).

## Liste des espèces et variétés
Selon Catalogue of Life (6 mars 2019) :
- Argyreia acuta Loureiro
- Argyreia adpressa (Wall. ex Choisy) Boerl.
- Argyreia akoensis S. Z. Yang, P. H. Chen & Staples
- Argyreia androyensis T. Deroin
- Argyreia ankylophlebia Traiperm & Staples
- Argyreia apoensis (Elmer) Ooststr.
- Argyreia argentea (Roxb.) Arn. ex Choisy
- Argyreia atropurpurea (Wall.) Raiz.
- Argyreia baoshanensis S. H. Huang
- Argyreia barbata (Wall.) Raiz.
- Argyreia barbigera Wall. ex Choisy
- Argyreia barnesii (Merr.) Ooststr.
- Argyreia baronii T. Deroin
- Argyreia bella (C. B. Cl.) Raiz.
- Argyreia bifrons Ooststr.
- Argyreia boholensis (Merr.) Ooststr.
- Argyreia boseana Santapau & Patel
- Argyreia bracteata (Heyne ex Wall.) Choisy
- Argyreia bracteosa (C. B. Cl.) Raiz.
- Argyreia breviscapa (Kerr) Ooststr.
- Argyreia burneyi Gage
- Argyreia campanuliflora (Gage) comb. ined.
- Argyreia capitiformis (Poir.) van Ooststroom
- Argyreia caudata Ooststr.
- Argyreia celebica Ooststr.
- Argyreia cheliensis C. Y. Wu
- Argyreia cinerea Ooststr.
- Argyreia collinsae (Craib) Na Songkhla & Traiperm
- Argyreia confusa (Prain) Raiz.
- Argyreia congesta Ooststr.
- Argyreia coonoorensis W. W. Smith & Ramos.
- Argyreia corneri Hoogl.
- Argyreia crispa Ooststr.
- Argyreia cucullata Ooststr.
- Argyreia cuneata Willd. ex Ker-Gawl.
- Argyreia cymosa Roxb. ex Sweet
- Argyreia daltonii C. B. Cl.
- Argyreia discolor Ooststr.
- Argyreia dokmaihom Traiperm & Staples
- Argyreia elliptica (Roth) Choisy
- Argyreia elongata L. L. Forman
- Argyreia erinacea Ooststr.
- Argyreia eriocephala C. Y. Wu
- Argyreia formosana Ishigami ex T. Yamazaki
- Argyreia fulgens Wall. ex Choisy
- Argyreia fulvocymosa C. Y. Wu
- Argyreia fulvovillosa C. Y. Wu & S. H. Huang
- Argyreia glabra Choisy ex Zoll.
- Argyreia hancorniifolia Gardn. ex Thw.
- Argyreia henryi (Craib) Craib
- Argyreia hirsuta Wight & Arn.
- Argyreia hirsutissima (Wall. ex C. B. Cl.) Raiz.
- Argyreia hookeri C. B. Cl.
- Argyreia hylophila (Kerr) Staples & Traiperm
- Argyreia imbricata (Roth) Santapau & Patel
- Argyreia inaequisepala Traiperm & Staples
- Argyreia involucrata C. B. Cl.
- Argyreia ionantha (Kerr) Khunwasi & Traiperm
- Argyreia kerrii Craib
- Argyreia kondaparthiensis P. Daniel & E. Vajravelu
- Argyreia kunstleri (Prain) Ooststr.
- Argyreia kurzii (C. B. Cl.) Boerl.
- Argyreia lanceolata Choisy
- Argyreia laotica Gagnep.
- Argyreia lawii C. B. Cl.
- Argyreia laxiflora (Prain) Prain
- Argyreia leucantha Traiperm & Staples
- Argyreia lineariloba C. Y. Wu
- Argyreia linggaensis Ooststr.
- Argyreia longifolia (Collett & Hemsl.) Raiz.
- Argyreia luzonensis (Hall. fil.) Ooststr.
- Argyreia maingayi (C. B. Cl.) Hoogl.
- Argyreia marlipoensis C. Y. Wu & S. H. Huang
- Argyreia mastersii (Prain) Raizada
- Argyreia maymyensis (Lace) Raiz.
- Argyreia maymyo (W. W. Smith) Raizada
- Argyreia mekongensis Gagnep. & Courchet
- Argyreia melvillei (S. Moore) Staples
- Argyreia micrantha Ooststr.
- Argyreia mollis (Burm. fil.) Choisy
- Argyreia monglaensis C. Y. Wu & S. H. Huang
- Argyreia monosperma C. Y. Wu
- Argyreia nana (Collett & Hemsl.) S. Shalini, Lakshmin. & D. Maity
- Argyreia nervosa (Burm. fil.) Bojer
- Argyreia nitida (Desr.) Choisy
- Argyreia nuda Ooststr.
- Argyreia oblongifolia Ooststr.
- Argyreia obtecta (Choisy) C. B. Cl.
- Argyreia onilahiensis T. Deroin
- Argyreia ooststroomii Hoogl.
- Argyreia osyrensis (Roth) Choisy
- Argyreia paivae A. R. Simões & P. Silveira
- Argyreia pallida Wall. ex Choisy
- Argyreia parviflora (Ridl.) Ooststr.
- Argyreia paucinervia Ooststr.
- Argyreia pedicellata Ooststr.
- Argyreia penangiana (Wall. ex Choisy) Boerl.
- Argyreia philippinensis (Merr.) Ooststr.
- Argyreia pierreana Bois
- Argyreia pilosa Wight & Arn.
- Argyreia pomacea Wall. ex Choisy
- Argyreia popahensis (Collett & Hemsl.) Staples
- Argyreia populifolia Choisy
- Argyreia pseudorubicunda Ooststr.
- Argyreia reinwardtiana (Bl.) Miq.
- Argyreia reticulata (Prain) Hoogl.
- Argyreia ridleyi (Prain) Ooststr.
- Argyreia robinsonii (Ridl.) Ooststr.
- Argyreia roseopurpurea (Kerr) Ooststr.
- Argyreia roxburghii (Sw.) Choisy
- Argyreia rubens (C. B. Cl.) Raiz.
- Argyreia rubicunda Wall. ex Choisy
- Argyreia samarensis Ooststr.
- Argyreia scortechinii (Prain) Prain ex Hoogl.
- Argyreia sericea Dalz. & Gib.
- Argyreia siamensis (Craib) Staples
- Argyreia sikkimensis (C. B. Cl.) Ooststr.
- Argyreia sorsogonensis Ooststr.
- Argyreia soutteri (Bailey) Domin
- Argyreia sphaerocephala (Prain) Prain ex Hoogl.
- Argyreia splendens (Hornem.) Sweet
- Argyreia srinivasanii Subba Rao & Kumari
- Argyreia strigillosa C. Y. Wu
- Argyreia strigosa (Roth) Roberty
- Argyreia suddeeana Traiperm & Staples
- Argyreia sumbawana Ooststr.
- Argyreia thomsonii (C. B. Cl.) Craib
- Argyreia thorelii Gagnep.
- Argyreia thwaitesii (C. B. Cl.) D. F. Austin
- Argyreia vahibora T. Deroin
- Argyreia variabilis Traiperm & Staples
- Argyreia velutina C. Y. Wu
- Argyreia versicolor (Kerr) Staples & Traiperm
- Argyreia wallichii Choisy
- Argyreia walshae Ooststr.

Selon World Checklist of Selected Plant Families (WCSP) (6 mars 2019) :
- Argyreia adpressa (Choisy) Boerl. (1899)
- Argyreia akoensis S.Z.Yang, P.H.Chen & Staples (2015)
- Argyreia albiflora Staples & Traiperm (2015)
- Argyreia androyensis Deroin (1993)
- Argyreia ankylophlebia Traiperm & Staples (2016)
- Argyreia apoensis (Elmer) Ooststr. (1950)
- Argyreia arakuensis N.P.Balakr. (1962)
- Argyreia argentea (Roxb.) Sweet, Hort. Brit. (1830)
- Argyreia atropurpurea (Wall.) Raizada (1967)
- Argyreia baoshanensis S.H.Huang (1986)
- Argyreia barbata (Wall.) Raizada (1967)
- Argyreia barbigera Choisy (1833 publ. 1834)
- Argyreia barnesii (Merr.) Ooststr. (1950)
  - variété Argyreia barnesii var. barnesii
  - variété Argyreia barnesii var. urdanetensis (Elmer) Ooststr. (1950)
- Argyreia baronii Deroin (1993)
- Argyreia bella (C.B.Clarke) Raizada (1967)
- Argyreia bifrons Ooststr. (1943)
- Argyreia boholensis (Merr.) Ooststr. (1950)
- Argyreia boseana Santapau & Patel (1958)
- Argyreia bracteata Choisy (1833 publ. 1834)
- Argyreia bracteosa (C.B.Clarke) Raizada (1967)
- Argyreia breviscapa (Kerr) Ooststr. (1952)
- Argyreia capitiformis (Poir.) Ooststr. (1972)
- Argyreia caudata Ooststr. (1943)
- Argyreia celebica Ooststr. (1943)
- Argyreia cheliensis C.Y.Wu (1965)
- Argyreia cinerea Ooststr. (1943)
- Argyreia coacta (C.B.Clarke) Alston (1929)
- Argyreia collinsiae (Craib) Na Songkhla & Traiperm, Thai Forest Bull. (2005)
- Argyreia confusa (Prain) Thoth. (1962)
- Argyreia congesta Ooststr. (1952)
- Argyreia coonoorensis W.W.Sm. & Ramaswami (1914)
- Argyreia corneri Hoogland (1952)
- Argyreia crispa Ooststr. (1952)
- Argyreia cucullata Ooststr. (1943)
- Argyreia cuneata (Willd.) Ker Gawl. (1822)
- Argyreia cymosa (Roxb.) Sweet (1826)
- Argyreia daltonii C.B.Clarke (1883)
- Argyreia discolor Ooststr. (1952)
- Argyreia dokmaihom Traiperm & Staples (2016)
- Argyreia elliptica (Roth) Choisy (1833 publ. 1834)
- Argyreia elongata Forman (1996 publ. 1997)
- Argyreia erinacea Ooststr. (1943)
- Argyreia eriocephala C.Y.Wu (1965)
- Argyreia formosana Ishig. ex T.Yamaz. (1969)
- Argyreia fulgens Choisy (1833 publ. 1834)
- Argyreia fulvocymosa C.Y.Wu (1965)
- Argyreia fulvovillosa C.Y.Wu & S.H.Huang (1979)
- Argyreia glabra Choisy (1854)
- Argyreia hancorniifolia Gardner ex Thwaites (1860)
- Argyreia henryi (Craib) Craib (1914)
- Argyreia hirsuta Wight & Arn. (1837)
- Argyreia hirsutissima (C.B.Clarke) Thoth. (1962)
- Argyreia hookeri C.B.Clarke (1883)
- Argyreia hylophila (Kerr) Staples & Traiperm, Thai Forest Bull. (2008)
- Argyreia inaequisepala Traiperm & Staples (2016)
- Argyreia involucrata C.B.Clarke (1883)
  - variété Argyreia involucrata var. inaequalis C.B.Clarke (1883)
  - variété Argyreia involucrata var. involucrata
- Argyreia ionantha (Kerr) Khunwasi & Traiperm, Thai Forest Bull. (2005)
- Argyreia kerrii Craib (1911)
- Argyreia kleiniana (Schult.) Raizada (1966)
- Argyreia kondaparthiensis P.Daniel & Vajr. (1982)
- Argyreia kunstleri (Prain) Ooststr. (1943)
- Argyreia kurzii (C.B.Clarke) Boerl. (1899)
- Argyreia lamii Ooststr., Blumea (1958)
- Argyreia lanceolata Choisy (1833 publ. 1834)
- Argyreia laotica Gagnep. (1915)
- Argyreia lawii C.B.Clarke (1883)
- Argyreia leschenaultii Choisy (1833 publ. 1834)
- Argyreia leucantha Traiperm & Staples, Thai Forest Bull. (2008)
- Argyreia linggaensis Ooststr. (1952)
- Argyreia longifolia (Collett & Hemsl.) Raizada (1967)
- Argyreia longipes (Gagnep.) Traiperm & Staples, Adansonia, sér. 3 (2013)
- Argyreia luzonensis (Hallier f.) Ooststr. (1943)
- Argyreia maingayi (C.B.Clarke) Hoogland (1952)
- Argyreia marlipoensis C.Y.Wu & S.H.Huang (1979)
- Argyreia mastersii (Prain) Raizada (1967)
- Argyreia maymyensis (Lace) Raizada (1968)
- Argyreia mekongensis Gagnep. & Courchet (1915)
- Argyreia melvillei (S.Moore) Staples, Thai Forest Bull. (2008)
- Argyreia micrantha Ooststr. (1943)
- Argyreia mollis (Burm.f.) Choisy (1833 publ. 1834)
- Argyreia monglaensis C.Y.Wu & S.H.Huang (1979)
- Argyreia monosperma C.Y.Wu (1965)
- Argyreia nana (Collett & Hemsl.) S.Shalini, Lakshmin. & D.Maity (2017)
- Argyreia nellygherya Choisy (1833 publ. 1834)
- Argyreia nervosa (Burm.f.) Bojer (1837)
- Argyreia nitida (Desr.) Choisy (1833 publ. 1834)
- Argyreia nuda Ooststr. (1945)
- Argyreia oblongifolia Ooststr. (1943)
- Argyreia obtusifolia Lour. (1790)
- Argyreia onilahiensis Deroin (1993)
- Argyreia ooststroomii Hoogland (1952)
- Argyreia osyrensis (Roth) Choisy (1845)
- Argyreia paivae A.R.Simões & P.Silveira (2011)
- Argyreia pallida Choisy (1833 publ. 1834)
- Argyreia parviflora (Ridl.) Ooststr. (1943)
- Argyreia paucinervia Ooststr. (1950)
- Argyreia pedicellata Ooststr. (1943)
- Argyreia penangiana (Choisy) Boerl. (1899)
- Argyreia philippinensis (Merr.) Ooststr. (1950)
- Argyreia pierreana Bois (1906)
- Argyreia pilosa Wight & Arn. (1837)
- Argyreia popahensis (Collett & Hemsl.) Staples, Thai Forest Bull. (2008)
- Argyreia pseudorubicunda Ooststr. (1952)
- Argyreia reinwardtiana (Blume) Miq. (1857)
- Argyreia reticulata (Prain) Hoogland (1952)
  - variété Argyreia reticulata var. microcalyx Hoogland (1952)
  - variété Argyreia reticulata var. reticulata
- Argyreia ridleyi (Prain) Ooststr. (1943)
- Argyreia robinsonii (Ridl.) Ooststr. (1943)
- Argyreia roseopurpurea (Kerr) Ooststr. (1952)
- Argyreia roxburghii (Sweet) Choisy (1833 publ. 1834)
- Argyreia rubicunda Choisy (1833 publ. 1834)
- Argyreia samarensis Ooststr. (1950)
- Argyreia scortechinii (Prain) Prain ex Hoogl. (1952)
- Argyreia sericea Dalzell & A.Gibson (1861)
- Argyreia setosa (Roxb.) Sweet, Hort. Brit. (1830)
  - variété Argyreia setosa var. minor (C.B.Clarke) Staples & Traiperm (2017)
  - variété Argyreia setosa var. setosa
- Argyreia siamensis (Craib) Staples, Thai Forest Bull. (2004)
- Argyreia sikkimensis (C.B.Clarke) Ooststr. (1952)
- Argyreia sorsogonensis Ooststr. ex Staples & Traiperm (2017)
- Argyreia sphaerocephala (Prain) Prain ex Hoogl. (1952)
- Argyreia splendens (Hornem.) Sweet (1826)
- Argyreia srinivasanii Subba Rao & Kumari (2003)
- Argyreia stenophylla (Kerr) Staples & Traiperm, Thai Forest Bull. (2005)
- Argyreia strigillosa C.Y.Wu (1965)
- Argyreia suddeeana Traiperm & Staples (2014)
- Argyreia sumbawana Ooststr. (1943)
- Argyreia thomsonii (C.B.Clarke) Babu, Herb. Fl. Dehra Dun: 320, 661 (1977)
- Argyreia thorelii Gagnep. (1915)
- Argyreia thwaitesii (C.B.Clarke) D.F.Austin (1980)
- Argyreia tomentosa Choisy (1833 publ. 1834)
- Argyreia vahibora Deroin, Bull. Mus. Natl. Hist. Nat., B (1991)
- Argyreia variabilis Traiperm & Staples, Thai Forest Bull. (2008)
- Argyreia velutina C.Y.Wu (1965)
- Argyreia venusta Choisy (1833 publ. 1834)
- Argyreia versicolor (Kerr) Staples & Traiperm, Thai Forest Bull. (2005)
- Argyreia wallichii Choisy (1833 publ. 1834)
- Argyreia walshae Ooststr. (1943)
- Argyreia zeylanica (Gaertn.) Voigt (1845)

Selon The Plant List (6 mars 2019) :
- Argyreia acuta Lour.
- Argyreia androyensis Deroin
- Argyreia baoshanensis S.H. Huang
- Argyreia baronii Deroin
- Argyreia capitiformis (Poir.) Ooststr.
- Argyreia cheliensis C.Y. Wu
- Argyreia eriocephala C.Y. Wu
- Argyreia formosana Ishigami ex T. Yamazaki
- Argyreia fulvocymosa C.Y. Wu
- Argyreia fulvovillosa C.Y. Wu & S.H. Huang
- Argyreia henryi (W. G. Craib) W. G. Craib
- Argyreia lineariloba C.Y. Wu
- Argyreia marlipoensis C.Y. Wu & S.H. Huang
- Argyreia mastersii (Prain) Raizada
- Argyreia maymyo (W.W. Sm.) Raizada
- Argyreia mollis (Burm. f.) Choisy
- Argyreia monglaensis C.Y. Wu & S.H. Huang
- Argyreia monosperma C.Y. Wu
- Argyreia nervosa (Burm. f.) Bojer
- Argyreia onilahiensis Deroin
- Argyreia osyrensis (Roth) Choisy
- Argyreia pierreana Bois
- Argyreia roxburghii (Wall.) Arn. ex Choisy
- Argyreia splendens (Hornem.) Sweet
- Argyreia strigillosa C.Y. Wu
- Argyreia vahibora Deroin
- Argyreia velutina C.Y. Wu
- Argyreia wallichii Choisy

Selon Tropicos (6 mars 2019) (Attention liste brute contenant possiblement des synonymes) :
- Argyreia abyssinica Choisy
- Argyreia acuta Lour.
- Argyreia aggregata (Roxb.) Choisy
- Argyreia alulata Miq.
- Argyreia ampla (Wall.) Choisy
- Argyreia androyensis Deroin
- Argyreia ankylophlebia Traiperm & Staples
- Argyreia arakuensis N.P. Balakr.
- Argyreia argentea Sweet
- Argyreia argyreia dokmaihom Traiperm & Staples
- Argyreia bagshavei Rendle
- Argyreia baoshanensis S.H. Huang
- Argyreia baronii Deroin
- Argyreia bella Raizada
- Argyreia beraviensis (Vatke) Baker
- Argyreia bona-nox Sweet
- Argyreia boseana Santapau & V. Patel
- Argyreia bracteata Choisy
- Argyreia campanulata (L.) Alston
- Argyreia capitata (Vahl) Choisy
- Argyreia capitiformis (Poir.) Ooststr.
- Argyreia championii Benth.
- Argyreia cheliensis C.Y. Wu
- Argyreia choisyana Regel & Körn.
- Argyreia coonoorensis Griseb., C. Rchb. & generic Gentry
- Argyreia cuneata Ker Gawl.
- Argyreia cymosa Sweet
- Argyreia daltonii C.B. Clarke
- Argyreia elliptica Choisy
- Argyreia eriocephala C.Y. Wu
- Argyreia festiva Wall.
- Argyreia formosana Ishigami ex T. Yamazaki
- Argyreia fulgens Choisy
- Argyreia fulvocymosa C.Y. Wu
- Argyreia fulvovillosa C.Y. Wu & S.H. Huang
- Argyreia grantii Baker
- Argyreia hanningtonii Baker
- Argyreia henryi (Craib) Craib
- Argyreia hieronymi (Kuntze) K. Schum.
- Argyreia hirsuta Arn.
- Argyreia hookeri T. Cooke
- Argyreia imbricata Baumgartner, Humbert & B.D. Jacks.
- Argyreia involucrata C.B. Clarke
- Argyreia juramenti (Kuntze) K. Schum.
- Argyreia kleiniana Raizada
- Argyreia kondaparthiensis P. Daniel & Vajr.
- Argyreia lanceolata Choisy
- Argyreia lawii C.B. Clarke
- Argyreia laxiflora Baker
- Argyreia leschenaultii Choisy
- Argyreia liliiflora C.Y. Wu
- Argyreia lineariloba C.Y. Wu
- Argyreia longifolia Raizada
- Argyreia macrocalyx Baker
- Argyreia malabarica Choisy
- Argyreia marlipoensis C.Y. Wu & S.H. Huang
- Argyreia mastersii (Prain) Raizada
- Argyreia maymyo (W.W. Sm.) Raizada
- Argyreia megapotamica Griseb.
- Argyreia mollis (Burm. f.) Choisy
- Argyreia monglaensis C.Y. Wu & S.H. Huang
- Argyreia monosperma C.Y. Wu
- Argyreia multiflora Baker
- Argyreia nellygherya Choisy
- Argyreia nervosa (Burm. f.) Bojer
- Argyreia oblonga Benth.
- Argyreia obtecta (Choisy) C.B. Clarke
- Argyreia obtusifolia Lour.
- Argyreia onilahiensis Deroin
- Argyreia ornata Sweet
- Argyreia osyrensis (Roth) Choisy
- Argyreia pierreana Bois
- Argyreia pilosa Wight & Arn.
- Argyreia pomacea Sweet
- Argyreia populifolia Choisy
- Argyreia pseudorubicunda Ooststr.
- Argyreia roxburghii (Wall.) Arn. ex Choisy
- Argyreia rufohirsuta H. Lév.
- Argyreia seguinii (H. Lév.) Vaniot ex H. Lév.
- Argyreia setosa Sweet
- Argyreia sikkimensis Ooststr.
- Argyreia speciosa (L. f.) Sweet
- Argyreia splendens (Hornem.) Sweet
- Argyreia srinivasanii Subba Rao & Kumari
- Argyreia strigillosa C.Y. Wu
- Argyreia strigosa Roberty
- Argyreia tiliifolia (Desr.) Wight
- Argyreia ubanghensis A. Chev.
- Argyreia vahibora Deroin
- Argyreia velutina C.Y. Wu
- Argyreia verrucosohispida Y.Y. Qian
- Argyreia wallichii Choisy
- Argyreia zeylanica Voigt